# Rebecca (Musical)
Rebecca ist ein Musical von Sylvester Levay (Musik) und Michael Kunze (Text) nach dem gleichnamigen Roman von Daphne du Maurier. Handlung und Texte nehmen jedoch zusätzlich große Anleihen vom Film von Alfred Hitchcock aus dem Jahre 1940. Rebecca gilt als eine der erfolgreichsten Eigenproduktionen der Vereinigten Bühnen Wien und wurde von diesen in 12 Länder exportiert. 
Die Uraufführung fand am 28. September 2006 im Raimund Theater in Wien statt.

## Handlung
In Monte Carlo lernt der reiche Engländer Maxim de Winter die junge Gesellschafterin „Ich“ kennen, die dort für die Amerikanerin Mrs. van Hopper arbeitet. Er heiratet sie und nimmt sie mit auf sein Anwesen Manderley. Dort angekommen, muss „Ich“ einen langen Kampf gegen die Präsenz Maxims verstorbener erster Frau Rebecca führen. Diese ist in den Köpfen der Bewohner von Manderley, vor allem aber bei der Haushälterin Mrs. Danvers, noch allgegenwärtig. Mrs. Danvers macht es der neuen Ehefrau ihres Herrn nicht leicht. Beim großen Kostümball von Manderley rät sie ihr, ein Kleid nachschneidern zu lassen, das angeblich eine Vorfahrin auf einem Bild trägt. Als die neue Hausherrin vor der versammelten Gesellschaft auftaucht, ist Maxim zutiefst erschüttert, denn das gleiche Kleid trug Rebecca auf dem Ball im Vorjahr. Am nächsten Tag wird nach einem Sturm ein Bootswrack mit einer Leiche gefunden. Es stellt sich heraus, dass es sich dabei um die verstorbene Rebecca handelt. Maxim jedoch hatte bereits Monate zuvor eine andere Leiche als seine verstorbene Frau identifiziert. Er gesteht seiner neuen Frau, dass er ihr die Wahrheit über Rebeccas Tod verheimlicht hat. Bei einem Streit hat er sie fortgestoßen und sie dabei versehentlich getötet. „Ich“ steht jedoch zu ihm und gewinnt an Stärke. Sie entwickelt sich zu einer selbständigen Frau, die alles versucht, um ihren Mann vor dem nun bevorstehenden Mordprozess zu bewahren. Die Beziehung zwischen Maxim und ihr wird auf die Probe gestellt, denn Mrs. Danvers versucht weiterhin mit Geschichten Rebeccas Geist über Manderley herrschen zu lassen. Es stellt sich jedoch heraus, dass Rebecca todkrank war und diesen Streit provozierte, um sich vor einem elenden, langsamen Tod zu bewahren.

## Szenen

### 1. Akt

#### Prolog: Ruine von Manderley
Jahre nach den dramatischen Ereignissen träumt die Erzählerin „Ich“ von Manderley. In den nächtlichen Ruinen des ehemaligen Herrenhauses Manderley erwachen die Schatten der Vergangenheit. Die Erinnerung wird wieder lebendig (Ich hab geträumt von Manderley).

#### 1. Szene: Lobby eines Hotels in Monte Carlo
„Ich“, die Erzählerin, sieht sich wieder in einer Hotellobby in Monte Carlo. Es ist der 24. April 1926. Sie arbeitet als Gesellschafterin für eine reiche Amerikanerin namens Mrs. van Hopper. Durch diese lernt sie Maxim de Winter kennen, der wie sie aus England stammt. Mrs. van Hopper nimmt „Ich“ den letzten Rest an Selbstvertrauen (Du wirst niemals eine Lady).

#### 2. Szene: Hotelterrasse
Als am nächsten Morgen die junge Frau allein zum Frühstück erscheint, bittet Maxim de Winter sie an seinen Tisch. Zwischen den beiden entwickelt sich eine Urlaubsromanze, die den Hotelgästen Stoff für Klatschgeschichten gibt. „Ich“ verliebt sich in Maxim, obwohl er zuweilen kalt und schroff wirkt. Mrs. van Hoppers Entschluss, Monte Carlo zu verlassen, bedeutet für „Ich“ das Ende ihres Traums (Er verlor unerwartet seine Frau Rebecca).

##### Klippe: Am Abgrund
Zauberhaft natürlich (an dieser Stelle eingefügt 2011 für St. Gallen und Korea Premiere 2012)

#### 3. Szene: Mrs. van Hoppers Suite im Hotel
Alles ist zur Abreise bereit. Wehmütig erinnert sich „Ich“ noch einmal an die herrlichen Tage mit Maxim. (Zeit in einer Flasche) Er tritt ein und als er hört, dass „Ich“ mit der Amerikanerin abreisen soll, bittet er sie, ihn als seine Frau nach Manderley zu begleiten. Sie heiraten und verleben heitere Tage in Venedig (Zauberhaft natürlich).

##### Italien: Hochzeit
Zauberhaft natürlich (an dieser Stelle eingefügt 2011 für Stuttgart)

#### 4. Szene: Halle von Manderley
Sieben Wochen später kommt das Paar in Manderley an. In dem großen Herrenhaus ist das Personal zum Empfang angetreten. „Ich“ lernt den freundlichen und hilfsbereiten Gutsverwalter Frank Crawley kennen. Mrs. Danvers, die Haushälterin, ist eine schwarzgekleidete Frau mit strengen Gesichtszügen. Sie macht aus ihrer Verachtung für die „neue“ Mrs. de Winter keinen Hehl. Ihre Loyalität gehört nach wie vor der verstorbenen Rebecca (Die „alte“ Mrs. de Winter).

#### 5. Szene: Morgenzimmer
Mrs. Danvers denkt bei der Pflege der Orchideen an ihre frühere Herrin Rebecca. Als „Ich“ das Zimmer betritt, zeigt die Haushälterin ihr den Sekretär der Verstorbenen und eine Porzellanfigur, die einen Amor darstellt. Mrs. Danvers verlässt den Raum, und „Ich“ lässt, als sie Stimmen im Flur hört, aus Ungeschick den Amor zu Boden fallen. Sie ist dabei, die Scherben in einer Schubladen zu verstecken, als Maxims Schwester Beatrice mit ihrem Mann Giles erscheint. Die beiden wohnen in der Nähe und sind gekommen, die neue Mrs. de Winter in Augenschein zu nehmen und zu begrüßen. Beatrice akzeptiert „Ich“ sofort und nimmt sie schwesterlich in die Arme (Sie ergibt sich nicht, Die lieben Verwandten).

#### 6. Szene: Bibliothek
Maxim und „Ich“ beschließen einen Kostümball zu geben. Mrs. Danvers stört ihre heitere Unterhaltung, um das Verschwinden der wertvollen Porzellanfigur zu melden. Zerknirscht gesteht die junge Hausherrin, dass sie die Figur zerbrochen hat. Nach Mrs. Danvers' Abgang ist Maxims Stimmung verdüstert, bis hin zu einem Zornesausbruch (Bist du glücklich? Bist du böse?).

#### 7. Szene: Suite im Ostflügel
Entsprechend den Gepflogenheiten adeligen Lebensstils schlafen Maxim und „Ich“ in getrennten Räumen des renovierten Ostflügels von Manderley. In der Nacht allerdings beschleicht beide ein beklemmendes Gefühl der Angst. Sie fassen Mut im Gefühl, die Schatten der Vergangenheit gemeinsam besiegen zu können (Hilf mir durch die Nacht).

#### 8. Szene: Haus von Beatrice
Nach einem Telefonat mit „Ich“ macht Beatrice sich Sorgen um ihren Bruder. Maxim ist ihrer Erfahrung nach nur dann hart und ungerecht, wenn er sehr verzweifelt ist (Was ist nur los mit ihm?).

#### 9. Szene: Rebeccas Zimmer
Bei ihren Streifzügen durch das Haus gerät „Ich“ im Westflügel in Rebeccas ehemaliges Schlafzimmer. Dort trifft sie auf Mrs. Danvers und einen Fremden. Es ist Jack Favell, ein Cousin der verstorbenen Rebecca. „Ich“ wird gebeten, Maxim nicht von dem Besuch zu erzählen. Als Dank für ihre Verschwiegenheit erhält „Ich“ von Mrs. Danvers einen Tipp für den Kostümball. Sie schlägt ihr vor, sich in „die Dame in Weiß“ aus einem der Gemälde zu verwandeln. Mrs. Danvers erzählt „Ich“ von Rebecca und scheint dabei von unsichtbaren Schatten umgeben (Sie war gewohnt, geliebt zu werden, Unser Geheimnis, Rebecca).

#### 10. Szene: Golfclub / Küche von Manderley
Im örtlichen Golfclub freut man sich auf den geplanten Kostümball auf Manderley. Zugleich lässt man aber kein gutes Haar an der neuen Ehefrau von Maxim de Winter (WIr sind britisch).
Diese Szene wird in St. Gallen und Stuttgart ersetzt durch eine Szene in der Küche von Manderley:
In der Küche von Manderley trifft sich das Personal und lässt kein gutes Haar an der neuen Ehefrau von Maxim de Winter (Merkwürdig).

#### 11. Szene: Bootshaus
„Ich“ entdeckt in der Bucht von Manderley ein verlassenes Bootshaus. Dort trifft sie Ben, einen geistig zurückgebliebenen Mann, der mit Muscheln spielt und wirres Zeug redet. Als Maxim seine junge Frau beim Bootshaus sieht, wird er ohne erkennbaren Grund wütend. Er schreit „Ich“ so unbeherrscht an, dass sie davonläuft. Das bringt Maxim wieder zu Besinnung. Er fragt sich, ob es sein Fehler war, nach Manderley zurückzukehren (Sie’s fort, Gott, warum?).

#### 12. Szene: Crawleys Büro
Als „Ich“ den Gutsverwalter Frank Crawley fragt, warum Maxim ihr verboten habe, zum Bootshaus zu gehen, erfährt sie, dass Rebecca dort die letzte Nacht vor ihrem Tod verbrachte. Sie starb bei einem Segelunfall. „Ich“ hat das Gefühl, niemals aus dem Schatten der Toten treten zu können. Frank tröstet sie und macht ihr Mut (Ehrlichkeit und Vertrauen).

#### 13. Szene: Halle von Manderley
Ein paar Wochen später findet der lange geplante Kostümball statt. Unter den eintreffenden Gästen befindet sich auch Mrs. Van Hopper. Sie flirtet mit Oberst Julyan, dem Polizeipräsidenten, und betont ihre Vorzüge (Der Ball von Manderley, I’m an american woman).

#### 14. Szene: Ankleidezimmer
„Ich“ verwandelt sich unterdessen in die „Dame in Weiß“. In dem Kostüm fühlt sie sich zum ersten Mal ihrer Aufgabe als Herrin von Manderley gewachsen. Mit Wohlgefallen dreht sie sich vor dem Spiegel und freut sich schon auf das Staunen der Gäste, wenn sie die Treppe herunterkommen wird (Heut Nacht verzaubre ich die Welt).

#### 15. Szene: Halle von Manderley
„Ich“ hat ihren großen Auftritt. Doch auf ihr Erscheinen reagieren die Gäste des Balls mit Entsetzen: Dasselbe Kostüm trug Rebecca auf dem letzten Ball vor ihrem Tod. Maxim befiehlt „Ich“ zornig, sich sofort etwas anderes anzuziehen. Mrs. Danvers lächelt böse (Finale erster Akt).

### 2. Akt

#### 1. Szene: Auf dem Gang vor Rebeccas Zimmer
Am Morgen nach dem Kostümball sucht „Ich“ nach Maxim, um sich mit ihm zu versöhnen. Sie vermutet ihn in Rebeccas Zimmer im Westflügel. Doch dort ist nur Mrs. Danvers. „Ich“ stellt sie zur Rede. Mrs. Danvers droht der jungen Frau, niemals Rebeccas Platz einnehmen zu können. Mit beschwörenden Worten rät sie ihr, sich das Leben zu nehmen, um sich selbst und Maxim zu erlösen. „Ich“ ist nahe dran, der hypnotischen Kraft von Mrs. Danvers zu erliegen, als donnernde Explosionen sie aus der Trance wecken. Am Strand steigen Leuchtraketen auf (Und das und das und das).

##### Rebeccas Zimmer
Rebecca (Reprise), Schatten

##### Am Fenster
Nur ein Schritt

#### 2. Szene: Strand
In der Bucht von Manderley ist ein Schiff gestrandet. Im Nebel des frühen Morgens fahren Helfer hinaus. Am Strand sammeln sich Neugierige und Beutesucher. Auf der Suche nach Maxim trifft „Ich“ auf Frank und Jack Favell. Sie erfährt, dass Taucher das Boot Rebeccas gefunden haben und darin eine Leiche (Strandgut).

#### 3. Szene: Bootshaus
„Ich“ geht zum Bootshaus, wo wie immer Ben herumlungert. Er versteckt sich unter der Treppe, als Maxim auftaucht. „Ich“ erschrickt, als sie ihren Mann sieht. Er ist bleich, übernächtigt, unrasiert. Jetzt sei alles aus, erklärt er seiner jungen Frau. „Ich“ denkt, er will die Beziehung mit ihr beenden, weil er erkannt hat, dass er sich von Rebecca niemals lösen wird. Doch Maxim überrascht sie mit der Feststellung, er habe Rebecca niemals geliebt, regelrecht gehasst. Dann bricht aus ihm heraus, was er ein Jahr lang verschwiegen hat. Er gesteht, seine erste Frau im Affekt getötet und die Leiche mit dem Boot versenkt zu haben(Sie’s fort (Reprise), Du liebst sie zu sehr, Kein Lächeln war je so kalt).

#### 4. Szene: Frühstückszimmer
Nachdem „Ich“ erfahren hat, dass Maxim allein sie liebt und dass er sie jetzt braucht, ist sie wie verwandelt. Beatrice bemerkt die Veränderung sofort. Sie weiß, dass eine liebende Frau imstande ist, Unmögliches zu erreichen. „Ich“ ist entschlossen, Maxim vor dem Galgen zu retten (Die Stärke einer Frau).

#### 5. Szene: Korridor
Das Hauspersonal schleppt Möbel, Vasen, Lampen, Bücherstapel, Gemälde, Kisten und Schachteln über die Bühne (Die neue Mrs. de Winter (Reprise)).

#### 6. Szene: Morgenzimmer
Die neue Mrs. de Winter hat das Regiment in Manderley übernommen. Sie lässt alle Gegenstände, die an Rebecca erinnern, wegräumen. Das museal konservierte Morgenzimmer wird durchlüftet und verändert. Auch der mühsam zusammengeklebte Amor muss weichen. Vergebens protestiert Mrs. Danvers. Jetzt ist es „Ich“, die Anweisungen erteilt (Mrs. de Winter bin ich!).

#### 7. Szene: Gerichtssaal
Das Auffinden der Leiche Rebeccas führt zu einer gerichtlichen Voruntersuchung. Eine Jury wird entscheiden, ob die Verdachtsmomente gegen Maxim de Winter zur Eröffnung eines Anklageverfahrens ausreichen. „Ich“ spricht Maxim vor dem Betreten des Gerichtssaals Mut zu und ermahnt ihn, sich auf keinen Fall provozieren zu lassen. Aber in der Verhandlung fühlt er sich so in die Enge gedrängt, dass Zorn in ihm aufsteigt. Bevor er seine Beteiligung verraten kann, fällt „Ich“ in Ohnmacht. Das Verfahren wird vertagt (Die Voruntersuchung).

#### 8. Szene: Bibliothek
Auch Jack Favell und Mrs. Danvers haben der Voruntersuchung beigewohnt. Zur Überraschung von Mrs. Danvers begleitet Favell sie nach Manderley, um in der Bibliothek auf Maxim zu warten. Er will ihn mit einem Brief von Rebecca erpressen. Maxim aber ruft Oberst Julyan, der zunächst Favell, dann Ben und Mrs. Danvers verhört. Es stellt sich heraus, dass Rebecca am Tag vor ihrem Tod einen Gynäkologen in London aufgesucht hat. Favell vermutet, dass Rebecca schwanger war – von ihm. Dies würde die entscheidende Frage nach dem Mordmotiv beantworten. Oberst Julyan beschließt, nach London zu fahren, um den Arzt zu befragen. Favell und „Ich“ begleiten ihn. Maxim darf Manderley nicht verlassen (Eine Hand wäscht die andre Hand, Sie’s fort (Reprise II)).

#### 9. Szene: London/Halle von Manderley
Während Oberst Julyan, „Ich“ und Favell anderntags den Arzt aufsuchen, quält das Personal von Manderley die Frage, ob ihr Herr als Mörder verhaftet werden wird. Endlich schrillt das Telefon. Maxim erfährt, was die Befragung des Arztes ergeben hat. Rebecca war unheilbar krank. Sie wollte sterben. Mit einem Schlag wird Maxim klar, dass sie alles darauf angelegt hatte, ihn zu vernichten (Sie fuhr’n um acht, Keiner hat sie durchschaut).

#### 10. Szene: Am Fenster
Maxim, „Ich“ und Mrs. Danvers denken über die überraschende Wendung nach. Mrs. Danvers ist entschlossen, keine neue Mrs. de Winter in Manderley zu dulden. In ihren Augen glänzt der Wahnsinn (Ich hör dich singen - Rebecca).

#### 11. Szene: Ein Bahnhof in Cornwall
Spät in der Nacht holt Maxim „Ich“ vom Bahnhof ab. Erleichtert darüber, dem Schatten Rebeccas entkommen zu sein, fallen sie sich in die Arme. Sie freuen sich auf eine unbeschwerte gemeinsame Zukunft. Ein Lichtschein am Horizont alarmiert Maxim (Jenseits der Nacht).

#### 12. Szene: Manderley in Flammen
Gewaltige Flammen erleuchten gespenstisch den Park und die Auffahrt von Manderley. Verzweifelt versucht das Personal den Brand zu löschen. Als Maxim und „Ich“ eintreffen, berichtet Frank, dass Mrs. Danvers das Feuer gelegt hat. Maxim sieht das Haus seiner Ahnen zu Schutt und Asche werden, doch in seine Trauer mischt sich auch ein Gefühl der Befreiung. Mit Manderley verbrennen die Dämonen der Vergangenheit (Manderley in Flammen).

#### Epilog: Ruine von Manderley
Jahrzehnte später. „Ich“ kehrt an den Anfang ihres Traums zurück. Von Manderley stehen nur noch ein paar zerborstene Mauern. Längst lebt sie mit Maxim fern vom nebeligen Cornwall in einem kleinen Hotel an der italienischen Adria. Sie spricht mit Maxim nicht über die Vergangenheit. Nur im Traum kehrt sie zuweilen zurück (Ich hab geträumt von Manderley (Reprise und Finale 2. Akt)).

## Songs
| Akt 1 1. Ich hab geträumt von Manderley („Ich“, Schatten) 2. Du wirst niemals eine Lady (Mrs. van Hopper, „Ich“) 3. Er verlor unerwartet seine Frau (Ensemble, in Stuttgart 2011 geändert: Petit Dejeuner) 4. Am Abgrund („Ich“, Maxim) 5. Zauberhaft natürlich (Maxim; eingefügt 2011 an dieser Stelle in St. Gallen) 6. Zeit in einer Flasche („Ich“) 7. Zauberhaft natürlich (Maxim; eingefügt 2011 an dieser Stelle in Stuttgart) 8. Die neue Mrs. de Winter (Ensemble, Mrs.Danvers, Frank Crawley) 9. Sie ergibt sich nicht (Mrs. Danvers) 10. Die lieben Verwandten (Beatrice, „Ich“, Giles) 11. Bist Du glücklich?/Bist Du böse? („Ich“, Maxim) 12. Hilf mir durch die Nacht („Ich“, Maxim) 13. Was ist nur los mit ihm? (Beatrice) 14. Sie war gewohnt, geliebt zu werden (Mrs. Danvers, Favell) 15. Unser Geheimnis (Mrs. Danvers, „Ich“) 16. Rebecca (Mrs. Danvers, Ensemble) 17. Wir sind britisch (Ensemble) 18. Merkwürdig (Ensemble; ersetzt in St. Gallen und Stuttgart Wir sind britisch) 19. Sie’s fort (Ben) 20. Gott, warum? (Maxim) 21. Ehrlichkeit und Vertrauen (Frank Crawley) 22. Ball von Manderley (Ensemble) 23. I'm an American Woman (Mrs. van Hopper) 24. Heut Nacht verzaubere ich die Welt („Ich“) 25. Finale Erster Akt (Mrs. Danvers & Ensemble) | Akt 2 1. Entr’acte (Instrumental) 2. Was ich auch tu, ist falsch (Und das und das und das) („Ich“) 3. Rebecca – Reprise (Mrs. Danvers, „Ich“, Schatten) 4. Nur ein Schritt (Mrs. Danvers) 5. Strandgut (Ensemble, „Ich“, Crawley, Favell) 6. Sie’s fort – Reprise (Ben) 7. Du liebst sie zu sehr („Ich“) 8. Kein Lächeln war je so kalt (Maxim) 9. Die Stärke einer Frau (Beatrice, „Ich“) 10. Die Neue Mrs. de Winter-Reprise (Ensemble) 11. Mrs. de Winter bin Ich! („Ich“, Mrs. Danvers) 12. Die Voruntersuchung (Ensemble) 13. Die Verabredung (Favell, Mrs. Danvers) 14. Eine Hand wäscht die andre Hand (Favell) 15. Sie’s fort – Reprise II (Ben) 16. Sie fuhr’n um Acht (Ensemble) 17. Keiner hat Sie durchschaut (Maxim) 18. Ich hör dich singen - Rebecca (Mrs. Danvers, Schatten; Textänderung in Stuttgart ab August 2012) 19. Jenseits der Nacht („Ich“, Maxim) 20. Manderley in Flammen (Ensemble, Frank Crawley, Maxim) 21. Ich hab geträumt von Manderley – reprise („Ich“, Schatten) 22. Schlussmusik (Instrumental) |

## Produktionsgeschichte
Rebecca war schon in Michael Kunzes Jugendzeit einer seiner Lieblingsromane. Nach seinen großen Erfolgen mit Musicals wie Tanz der Vampire, Mozart! und Elisabeth wurde ihm bewusst, dass der Roman eine gute Vorlage für ein neues Musical sein würde. Kunze war nicht der einzige, der sich um die Rechte an dem Roman bemühte. Nachdem der Sohn der Schriftstellerin, Christian Browning (* 1940), das Musical Elisabeth gesehen hatte, entschied er sich jedoch dafür, sie an Michael Kunze und Sylvester Levay zu geben. Kunze arbeitete zwei Jahre an den Texten. Die Komposition dauerte weitere zwei Jahre. Am 19. April 2006 fand schließlich eine erste Pressekonferenz statt, bei der die Premierenbesetzung bekanntgegeben wurde und außerdem die ersten drei Songs vorgestellt wurden. Darunter der Titelsong „Rebecca“. Es ist das erste Kunze-Levay-Musical, bei dem die Musik direkt zum Text geschrieben wurde. Die Uraufführung war ursprünglich in London geplant, man entschied sich dann aber Anfang 2005 doch für Wien.
Die Uraufführung fand am 28. September 2006 im Raimund Theater in Wien statt, die letzte Vorstellung am 30. Dezember 2008 (339 Aufführungen). Zunächst wurde es bis zum 30. Dezember 2007 aufgeführt, nach einer Pause (wegen eines Zwischenspiels von We Will Rock You) wurde das Musical wieder vom 6. September bis zum 30. Dezember 2008 aufgeführt.
Von Dezember 2011 bis Januar 2013 wurde das Musical erstmals in Deutschland im Palladium Theater Stuttgart aufgeführt. Im Sommer 2017 war das Stück in der Burgruine Tecklenburg erstmals als Open Air zu sehen.
Vom 17. Juni bis 10. Juli 2022, hat das Theater Magdeburg Aufführungsrechte gesichert. Und führt in den beiden Monaten das Musical open Air auf dem Magdeburger Domplatz auf.
In Zukunft soll es auch am Broadway zu sehen sein. Die Verträge wurden am 6. September 2008, dem Tag der Wiederaufnahme in Wien, auf der Bühne unterzeichnet. Eine für Herbst 2012 geplante Broadway-Premiere wurde jedoch nach einem Skandal um nicht vorhandene Investoren zunächst auf unbestimmte Zeit verschoben.

## Produktionen
Österreich:

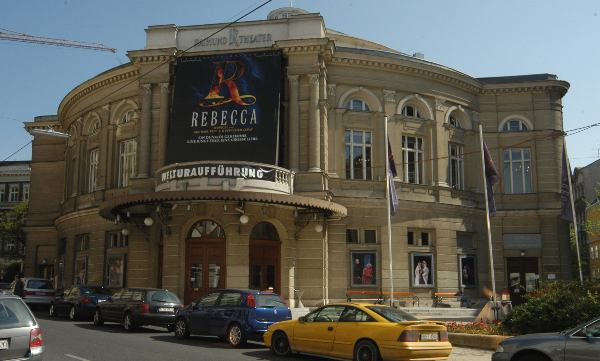
Uraufführung von "Rebecca" im Wiener Raimund Theater 2006

- Wien: Uraufführung: 28. September 2006, Dernière: 30. Dezember 2007 (En-suite-Spielbetrieb)
- Wien: Wiederaufnahme: 6. September 2008, Dernière: 30. Dezember 2008 (En-suite-Spielbetrieb: mit Uraufführung 339 Aufführungen)
- Wien: Premiere der neuen Wiener Fassung: 22. September 2022, Dèrniere: 24. Juni 2023 (En-suite-Spielbetrieb: über 200 Aufführungen)
- Wien: Wiederaufnahme der neuen Wiener Fassung: 9. September 2023, Dernière: 7. Januar 2024 (En-suite-Spielbetrieb: 100 Aufführungen)

 Japan:

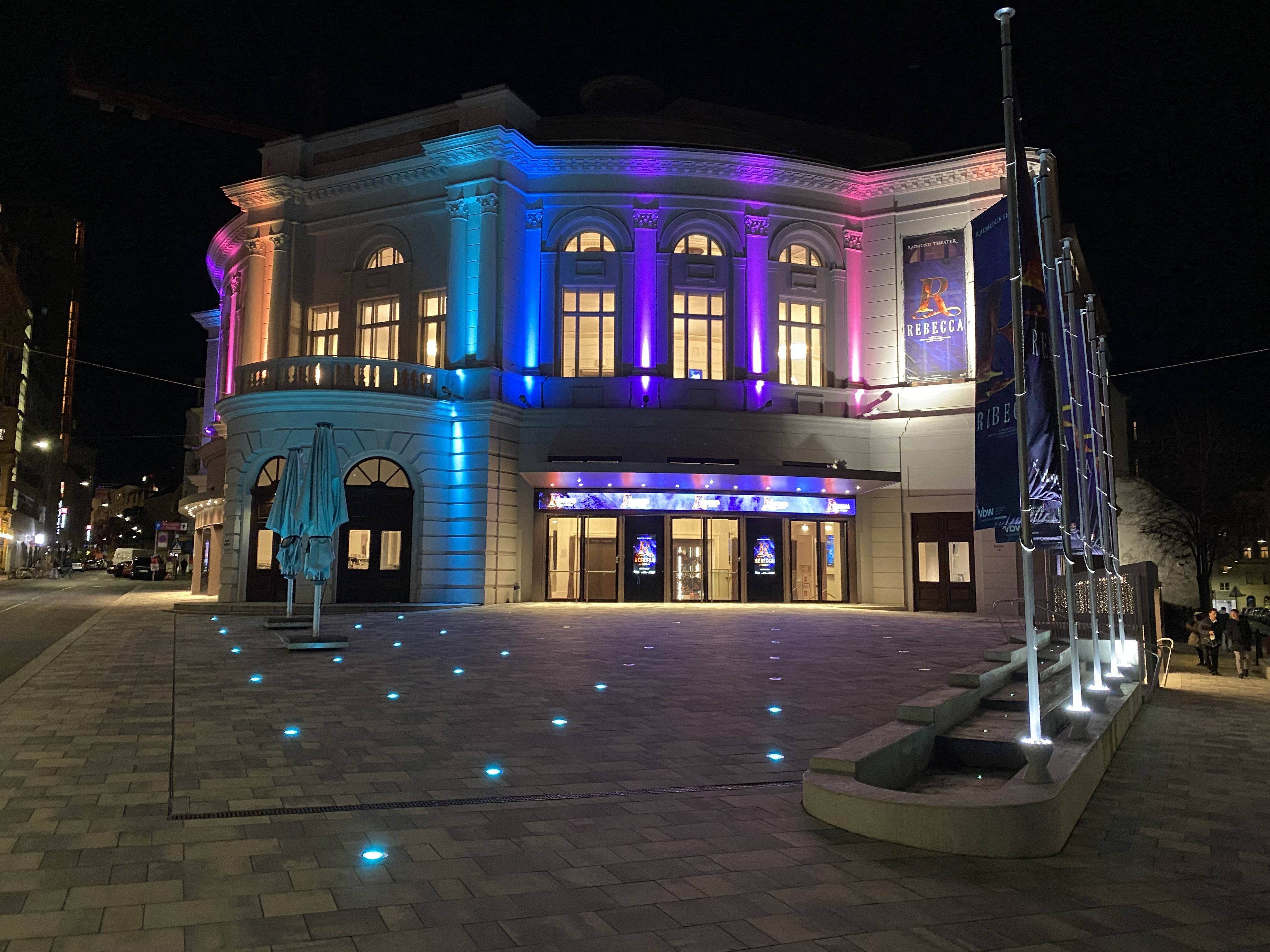
Das Wiener Raimund Theater zur Zeit der Rebecca-Aufführungen 2022

- Tokio: Premiere: 6. April 2008, Dernière: Juni 2008
- Nagoya: Premiere: März 2010, Dernière: März 2010
- Tokio: Premiere: April 2010, Dernière: Mai 2010
- Osaka: Premiere: Mai 2010, Dernière: Juni 2010

 Finnland:
- Helsinki: Premiere: 28. August 2008, Dernière: 9. Mai 2009
- Kouvola: Premiere: 11. September 2010, Dernière: 7. Mai 2011

 Russland:
- Moskau: Premiere: 29. März 2009, Dernière: 20. Dezember 2009 (Repertoire: 10 Aufführungen)

 Ungarn:
- Budapest: Premiere: 18. März 2010, Dernière: 23. Januar 2014 (Repertoire: 140 Aufführungen)
- Szeged (Freilichtspiele, Domplatz): 26. Juli 2024, Dernière: 3. August (5 Aufführungen) - erneuert für 2025[3]

 Rumänien:
- Bukarest: Premiere: 7. Mai 2011, Dernière: 30. Juni 2012 (Repertoire)

 Schweiz:
- St. Gallen: Premiere: 22. Oktober 2011, Dernière: 9. Mai 2013 (Repertoire: 41 Aufführungen)

 Deutschland:
- Stuttgart: Premiere: 8. Dezember 2011, Dernière: 6. Januar 2013 (En-suite-Spielbetrieb: 420 Aufführungen)
- Tecklenburg: Premiere: 21. Juli 2017, Dernière: 9. September 2017 (Open Air: 20 Aufführungen)
- Magdeburg: Premiere: 17. Juni 2022, Dernière: 10. Juli 2022 (Open Air: 17 Aufführungen)

 Serbien:
- Belgrad: Premiere: 9. Dezember 2012, Dernière: 27. Juni 2016 (Repertoire: 26 Aufführungen)

 Südkorea:
- Seoul: Premiere: 12. Januar 2013, Dernière: 31. März 2013 (45 Aufführungen)
- Seoul: Premiere: 6. September 2014, Dernière: 9. November 2014
- Seoul: Premiere: 4. Dezember  2015, Dernière: 6. März 2016
- Seoul: Premiere: 9. August 2017, Dernière: 18.  November 2017
- Seoul: Premiere: 16. November 2019, Dernière: 15. März 2020
- Seoul: Premiere: 19. August 2023, Dernière: 19. November 2023

 Schweden:
- Malmö: Premiere: 7. Februar 2014, Dernière: 12. April 2014 (19 Aufführungen)

 Tschechien:
- Ostrava: Premiere: 9. März 2017

 Vereinigtes Königreich:
- London: Premiere: 4. September 2023, Dernière: 18.11.2023 (En-suite-Spielbetrieb: 93 Aufführungen)

## Besetzungen
|                 | Premierenbesetzung Wien (2006) | Premierenbesetzung St. Gallen (2011) | Premierenbesetzung Stuttgart (2011) | Premierenbesetzung Tecklenburg (2017) | Magdeburg (2022)   | Premierenbesetzung Wien (2022) |
| --------------- | ------------------------------ | ------------------------------------ | ----------------------------------- | ------------------------------------- | ------------------ | ------------------------------ |
| "Ich"           | Wietske van Tongeren           | Lisa Antoni                          | Lucy Scherer                        | Milica Jovanović                      | Sybille Lambrich   | Nienke Latten                  |
| Maxim de Winter | Uwe Kröger                     | Thomas Borchert                      | Thomas Borchert                     | Jan Ammann                            | Patrick Stanke     | Mark Seibert                   |
| Mrs. Danvers    | Susan Rigvava-Dumas            | Maya Hakvoort                        | Pia Douwes                          | Pia Douwes                            | Kerstin Ibald      | Willemijn Verkaik              |
| Jack Favell     | Carsten Lepper                 | Andreas Wolfram                      | Hannes Staffler                     | Robert Meyer                          | Robert David Marx  | Boris Pfeifer                  |
| Mrs. van Hopper | Carin Filipčić                 | Isabel Dörfler                       | Isabel Dörfler                      | Anne Welte                            | Amani Robinson     | Ana Milva Gomes                |
| Frank Crawley   | André Bauer                    | André Bauer                          | Jörg Neubauer                       | Thomas Hohler                         | Marc Clear         | James Park                     |
| Beatrice        | Kerstin Ibald                  | Kerstin Ibald                        | Kerstin Ibald                       | Roberta Valentini                     | Jeanett Neumeister | Annemieke van Dam              |
| Ben             | Norberto Bertassi              | Oliver Heim                          | Daniele Nonnis                      | Christian Schöne                      | Christian Miebach  | Aris Sas                       |

Besetzung zur Wiederaufnahme der Neuen Wiener Fassung:
- Ich: Nienke Latten
- Maxim de Winter: Mark Seibert
- Mrs. Danvers: Annemieke van Dam
- Jack Favell: Boris Pfeifer
- Mrs. van Hopper: Ana Milva Gomes
- Frank Crawley: James Park
- Beatrice: Silke Braas-Wolter
- Ben: Aris Sas

Premierenbesetzung in Belgrad:
- Ich: Branislava Podrumac
- Maxim de Winter: Ivan Bosiljčić
- Mrs. Danvers: Katarina Gojković
- Jack Favell: Dejan Lutkić
- Mrs. van Hopper: Nataša Marković
- Frank Crawley: Zafir Hadžimanov
- Beatrice: Dušica Novaković
- Ben: Žarko Stepanov
- Oberst Julyan: Predrag Miletić

Premierenbesetzung in Seoul:
- Maxim de Winter: Ryu Jung Han, Yoo Jun Sang
- Ich: Kim Bo Kyung, Lim Hye Young
- Mrs. Danvers: Oak Joo Hyun, Shin Young Sook

Premierenbesetzung in Ostrava:
- Ich: Martina Šnytová
- Maxim de Winter: Tomáš Novotný
- Mrs. Danvers: Katarína Hasprová
- Jack Favell: Tomáš Savka
- Mrs. van Hopper: Lenka Bartolšicová
- Frank Crawley: Ján Slezák
- Beatrice: Eva Jedličková
- Ben: Libor Olma
- Oberst Julyan: Jan Drahovzal

## CD-Aufnahmen
- 2006 Single The Power of a Woman in Love („Die Stärke einer liebenden Frau“) von Gloria Gaynor
- 2006 Castalbum zur Welturaufführung in Österreich
- 2007 Gesamtaufnahme Live aus dem Raimund Theater zur Weltaufführung in Österreich
- 2010 Castalbum der japanischen Produktion
- 2010 Castalbum der ungarischen Produktion
- 2012 Gesamtaufnahme Live aus dem Palladiumtheater Stuttgart
- 2013 Castalbum der südkoreanischen Produktion
- 2017 Castalbum der südkoreanischen Produktion mit 'Bist du glücklich?', 'Gott, warum?', 'Zeit in einer Flasche', 'Rebecca (Lange Fassung)', und 'Sie ergibt sich nicht'
- 2022 Gesamtaufnahme Live aus dem Raimund Theater zur neuen Wiener Fassung